# Saab Bofors Dynamics
Saab Bofors Dynamics — является частью оборонной группы Saab AB. Штаб-квартира компании находится в Карлскуге, но она также работает и в других местах. С момента основания Saab в 1937, компания занималась выпуском самолётов для ВВС Швеции. Однако на сегодняшний день, компания Saab стремится поддерживать Вооружённые силы Швеции в их миссии по защите Швеции и интересов страны, свобод и права шведов жить по-своему.
Это основная человеческая потребность и право человека чувствовать себя в безопасности. Saab является частью тотальной обороны Швеции и работает для всеобщей безопасности

## Продукция

### NLAW
NLAW - переносная противотанковая управляемая ракета, применяется для борьбы с бронетехникой и полевыми укреплениями, работает по принципу «выстрелил и забыл».

### AT4 family
AT4 - одноразовый переносной ручной противотанковый гранатомёт, гранатомёт разных модификаций, предназначен в первую очередь для борьбы с бронированными целями, но может быть использован в роли противопехотного оружия.

### Карл Густав
Grg m/48 - многоразовый ручной противотанковый гранатомёт. Гранатомёт предназначен для уничтожения бронированных целей, фортификационных сооружений, оборудованных и необорудованных огневых позиций и живой силы противника, а также для постановки дымовых завес и подсветки местности.

### RBS 15 family
RBS 15 - противокорабельная ракета разных модификаций, более поздняя модификация ракеты — Mk3 получила возможность стрельбы по наземным целям.

### RBS 23
RBS 23 - зенитно-ракетный комплекс средней дальности, Пусковая установка (ПУ) ЗРК RBS 23 BAMSE, согласно терминологии разработчика, выполняет функции центра управления ракетами (Missile Control Centers, MCC).

### RBS 56
BILL 2 - переносной противотанковый ракетный комплекс. Реализует принцип дистанционного подрыва кумулятивного заряда взрывчатого вещества над целью (в месте наименьшей толщины брони).

### RBS 70 NG
RBS 70 - универсальный переносной зенитно-ракетный комплекс, предназначенный для поражения низколетящих воздушных целей (вертолётов и самолётов) противника.

### TAURUS KEPD
KEPD - немецко-шведская авиационная крылатая ракета класса «воздух-поверхность» большой дальности, предназначенная для высокоточных ударов и поражения высокозащищённых и заглублённых целей, включая важные точечные и протяжённые объекты, без захода самолёта-носителя в зону ПВО противника.

## См. Также
Saab AB

Saab-Scania